# Hugo a jeho velký objev
Hugo a jeho velký objev (v originálu: Hugo) je rodinné, dobrodružné drama s prvky fantasy, které v roce 2011 natočil americký režisér Martin Scorsese. Předlohou filmu byla kniha spisovatele Briana Selznicka The Invention of Hugo Cabret; scénář napsal John Logan.
Jedná se o první film režiséra Martina Scorseseho natočený ve formátu 3D. Film vypráví o chlapci jménem Hugo Cabret, který ve 30. letech, po smrti svého otce, žije opuštěný na pařížském nádraží Gare Montparnasse, a jeho velkém dobrodružství. Poprvé byl představen na New York Film Festival (NYFF) 10. října 2011, do kin byl uveden 23. listopadu téhož roku.

## Obsazení
| Asa Butterfield   | Hugo Cabret                                    |
| Chloë Moretzová   | Isabelle, neteř Georgese                       |
| Ben Kingsley      | Georges Méliès/Papa Georges                    |
| Sacha Baron Cohen | inspektor Gustave Dasté                        |
| Helen McCroryová  | Jehanne d'Alcyová/Mama Jeanne, Georgesova žena |
| Jude Law          | M. Cabret, hodinář, otec Huga                  |
| Ray Winstone      | Claude Cabret, strýc Huga                      |
| Emily Mortimerová | Lisette, květinářka                            |
| Christopher Lee   | Monsieur Labisse, knihkupec                    |
| Michael Stuhlbarg | René Tabard, filmový historik                  |

## Děj
V roce 1931 žije dvanáctiletý Hugo Cabret (Asa Butterfield) se svým ovdovělým otcem v Paříži. Otec je povoláním hodinář a pracuje
v pařížském muzeu, kde objeví odložený poškozený automat – mechanického muže, který dokáže kreslit a psát perem. Přinese ho domů a spolu s Hugem se ho snaží opravit. Práci ale nedokončí, protože jednoho dne vypukne v muzeu požár a Hugův otec při něm zahyne. Z Huga se stane sirotek, a aby nemusel do sirotčince, nabídne mu jeho strýc Claude, opilec, který seřizuje hodiny na pařížském nádraží Gare Montparnasse, aby bydlel s ním ve vyvýšeném prostoru za nádražními hodinami. Hugo si vezme s sebou mechanického muže a doufá, že se mu podaří opravu dokončit. Strýc ho naučí, jak udržovat nádražní hodiny, a když na několik dní zmizí, Hugo udržuje a seřizuje hodiny sám. Když je ale tělo jeho strýce nalezeno utonulé v řece, má Hugo neustále strach, aby nebyl poslán do sirotčince mstivým staničním inspektorem Gustavem (Sacha Baron Cohen). Přežívá jen díky drobným krádežím jídla a také náhradních dílů z nádražního krámku s mechanickými hračkami, které potřebuje ke spravení automatu. Věří, že pokud se mu to podaří, předá mu mechanický muž zprávu od jeho otce.

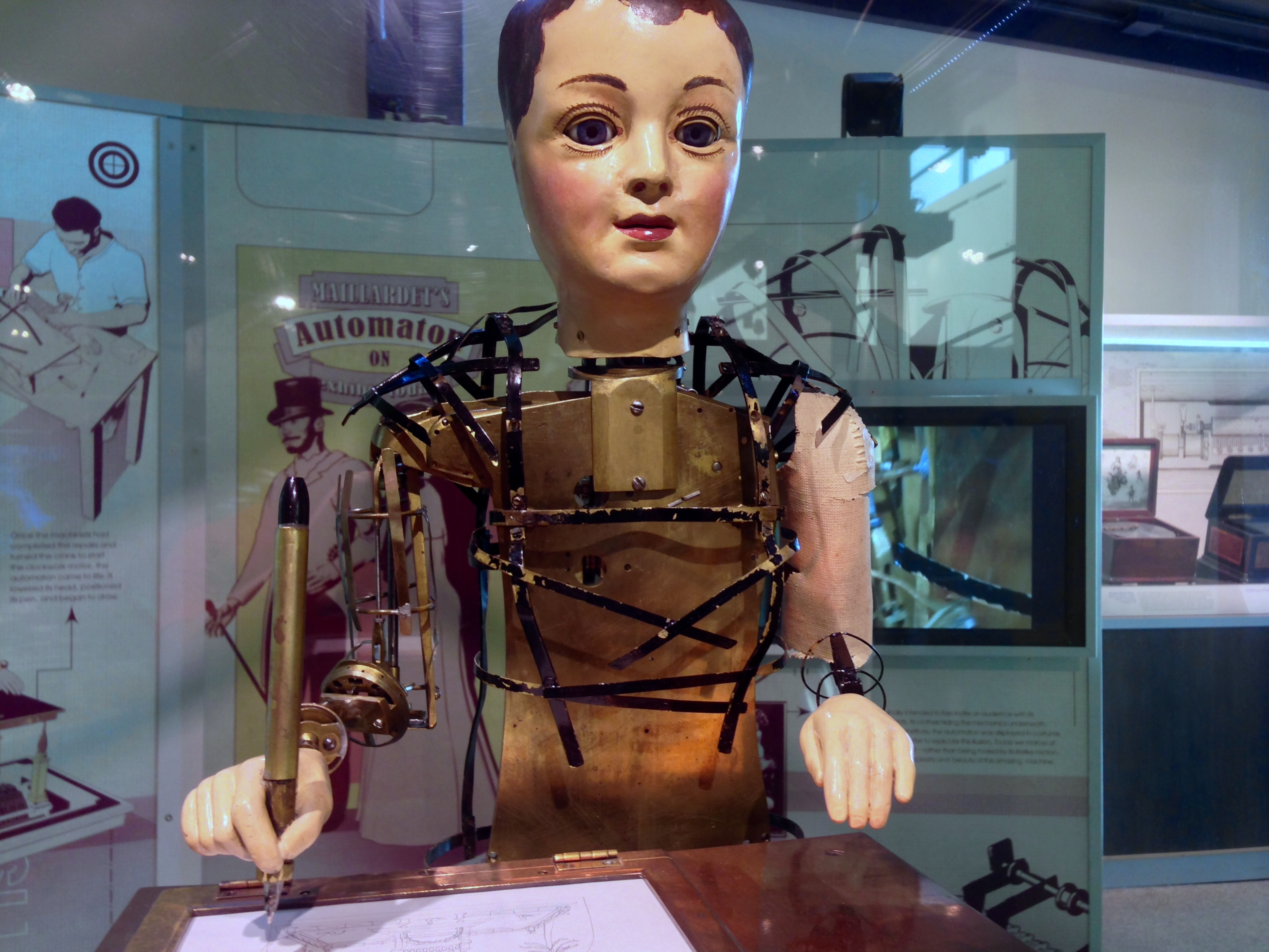
Maillardetův automaton (Franklin Institute)

Majitel krámku s hračkami Georges ho ale jednou přistihne při krádeži a vezme mu zápisník s nákresy a poznámkami k mechanickému muži. Hugo ho sleduje až domů a při tom se seznámí s jeho kmotřenkou Isabelle. Postupně ji zasvětí do svého plánu opravit mechnického muže a s údivem zjistí, že Isabelle nosí na krku klíč ve tvaru srdce, který může automat uvést do chodu. To se jim nakonec podaří a automat nakreslí popis filmu Le voyage dans la lune (Cesta na Měsíc) s podpisem Georges Méliès. Tím je ve skutečnosti Isabellin strýc, kdysi známý filmař, který žije se svojí ženou Jeanne, bývalou slavnou herečkou, v ústraní, protože jako filmař zkrachoval. Díky Hugovi a Isabelle se o jeho existenci dozví filmový historik René Tabard, kterému se podařilo zachránit kopie některých Mélièsových filmů. Když Méliès onemocní, pozvou ho děti k němu domů, aby film promítl jeho ženě Jeanne, která v něm hrála. Když Méliès zaslechne zvuk projektoru, přijde do místnosti a po skončení projekce si postěžuje, že automat, který sestrojil a daroval do muzea, se ztratil. Hugo již na nic nečeká a pospíchá na nádraží pro mechanického muže. Je však chycen inspektorem Gustavem, který ho chce poslat do sirotčince. Když ho odvádí, objeví se na nádraží Méliès s Isabellou a řekne, že přijímá Huga do rodiny jako svého syna.
O něco později je Georges Méliès jmenován profesorem na Filmové akademii a jako hold uspořádá René Tabard retrospektivní přehlídku jeho filmů. Hugo oslavuje úspěch se svou novou rodinou, zatímco Isabelle začíná psát Hugův příběh a společnost jim dělá opravený mechanický muž.

## Ocenění (výběr)
- 2011 Zlatý glóbus za nejlepší režii
- 2012 Oscar (v 5 kategoriích)[2]

## Zajímavosti
- Film zachycuje zčásti skutečný životní příběh Georgese Mélièse, francouzského průkopníka kinematografie a jeho ženy Jehanne (Jeanne) d'Alcyové. Ve filmu byly použity záběry z ručně obarvené kopie filmu Cesta na Měsíc z roku 1993.[3]
- Hugův sen, ve kterém zapříčiní železniční nehodu na nádraží, je odkazem na skutečnou událost, která se stala 22. října 1895.
- Film, který Hugo a Isabelle vidí potají v kině, je americká komedie O patro výš s komikem Haroldem Lloydem.